# Porto Rico (Paraná)
Porto Rico es un municipio brasileño ubicado en el oeste del estado de Paraná. 
Se localiza a una latitud de 22º46' Sur y a una longitud de 53º16' Oeste, estando a una altitud de 252 metros sobre el nivel del mar. Posee una superficie de 218 km². Su población estimada en el año 2007 era de 2 462 habitantes. La ciudad se encuentra a orillas del río Paraná, lo que favorece la actividad turística.